# Kościół Świętych Apostołów Piotra i Pawła w Trzebini
Kościół Świętych Apostołów Piotra i Pawła w Trzebini – rzymskokatolicki kościół parafialny w Trzebini.

## Historia
Kościół był budowany w miejscu rozebranej starej świątyni w latach 1928–1975. Murowana, na planie krzyża świątynia została konsekrowana 14 września 1975 roku.
Na wyposażeniu znajdują się przeniesione z poprzedniej świątyni wczesnobarokowy ołtarz boczny, obrazy barokowe: Czterej Ewangeliści, Matka Boża z Dzieciątkiem, trzy krucyfiksy gotycki i dwa wczesnobarokowe, późnobarokowy posąg św. Barbary, krzyż ołtarzowy rokokowy, późnobarokowa chrzcielnica i kropielniczki puklowane z czarnego marmuru.
W kościele znajdują się też wykonane z czarnego marmuru epitafia i tablice nagrobne, w przedsionku  umieszczono dwie tablice pamiątkowe. Jedna poświęcona Ojcu Świętemu Janowi Pawłowi II w 25. rocznicę powołania na Stolicę Piotrową. Druga upamiętniająca męczeństwo Polaków w Ostaszkowie, Kozielsku, Starobielsku, Miednoje, Charkowie i innych miejscach „Golgoty Wschodu”, z urną z ziemią z Katynia.
W domu katechetycznym przy kościele powstały Warsztaty Terapii Zajęciowej im. ks. Stanisława Gałuszki i Świetlica Terapeutyczna. Obie placówki dla niepełnosprawnych prowadzi Fundacja im. Brata Alberta.